# 恒光實業
恆光眼鏡行有限公司，簡稱恒光眼鏡行（港交所除牌時0663.HK），是在1973年成立，主要業務生產及銷售光學產品。
是在1990年11月30日上市，後來因為公司發生財政問題，加上行業競爭加劇，由南嶺化工取代上市，到現時金山能源。

## 外部連結
- 金山能源資料 （页面存档备份，存于）
- 恒光眼鏡行